# Mistrzostwa Świata Juniorów w Łyżwiarstwie Szybkim 2017
46. Mistrzostwa świata juniorów w łyżwiarstwie szybkim 2017 – zawody sportowe, które odbyły się w dniach 17–19 lutego w Helsinkach. Były to piąte w historii mistrzostwa świata, które zostały rozegrane w Finlandii. Wcześniej czterokrotnym gospodarzem imprezy tej rangi było fińskie miasto Seinäjoki. Zawody odbyły się na torze Oulunkylä Ice Rink.

## Tabela medalowa
| Lp. | Kraj             | Złoto | Srebro | Brąz | Razem |
| 1   | Holandia         | 9     | 8      | 3    | 20    |
| 2   | Japonia          | 2     | 2      | 0    | 4     |
| 3   | Norwegia         | 2     | 1      | 1    | 4     |
| 4   | Rosja            | 2     | 0      | 2    | 4     |
| 5   | Chiny            | 1     | 2      | 0    | 3     |
| 6   | Kanada           | 0     | 1      | 7    | 8     |
| 7   | Korea Południowa | 0     | 1      | 1    | 2     |
| 7   | Włochy           | 0     | 1      | 2    | 2     |
| 9   | Niemcy           | 0     | 0      | 1    | 1     |

## Medale
| Konkurencja      | Złoto                                               | Srebro                                                     | Brąz                                                                 |
| Mężczyźni        |                                                     |                                                            |                                                                      |
| 500 metrów       | Koki Kubo                                           | Sun Xuefeng                                                | Rusłan Zacharow                                                      |
| 1000 metrów      | Allan Dahl Johansson                                | Koki Kubo                                                  | Tyson Langelaar                                                      |
| 1500 metrów      | Allan Dahl Johansson                                | Chris Huizinga                                             | Tyson Langelaar                                                      |
| 5000 metrów      | Chris Huizinga                                      | Marwin Talsma                                              | Graeme Fish                                                          |
| Start masowy     | Chris Huizinga                                      | Oh Hyun-mi                                                 | Graeme Fish                                                          |
| Wielobój         | Chris Huizinga                                      | Allan Dahl Johansson                                       | Tyson Langelaar                                                      |
| Sprint drużynowy | Holandia Niek Deelstra · Thijs Govers · Tijmen Snel | Kanada Connor Howe · David Larue · Tyson Langelaar         | Niemcy Ole Jeske · Jeremias Marx · Max Reder                         |
| Sztafeta         | Japonia Riki Hayashi · Riku Tsuchiya · Aoi Yokoyama | Holandia Chris Huizinga · Tijmen Snel · Marwin Talsma      | Norwegia Marius Bratli · Magnus Bakken Haugli · Allan Dahl Johansson |
| Kobiety          |                                                     |                                                            |                                                                      |
| 500 metrów       | Darja Kaczanowa                                     | Sun Nan                                                    | Jutta Leerdam                                                        |
| 1000 metrów      | Darja Kaczanowa                                     | Joy Beune                                                  | Béatrice Lamarche                                                    |
| 1500 metrów      | Jutta Leerdam                                       | Sanne in 't Hof                                            | Darja Kaczanowa                                                      |
| 3000 metrów      | Joy Beune                                           | Sanne in 't Hof                                            | Jutta Leerdam                                                        |
| Start masowy     | Elisa Dul                                           | Sanne in 't Hof                                            | Béatrice Lamarche                                                    |
| Wielobój         | Jutta Leerdam                                       | Joy Beune                                                  | Sanne in 't Hof                                                      |
| Sprint drużynowy | Chiny Li Huawei · Yang Sining · Sun Nan             | Włochy Noemi Bonazza · Chiara Cristelli · Deborah Grisenti | Korea Południowa Eom Chae-rin · Hwang Da-som · Kim Hae-un            |
| Sztafeta         | Holandia Joy Beune · Elisa Dul · Sanne in 't Hof    | Japonia Kanako Iijima · Seia Kawamura · Moe Kitahara       | Włochy Noemi Bonazza · Chiara Cristelli · Deborah Grisenti           |